# Kanadský pohár 1991
Kanadský pohár 1991 byla mezinárodní soutěž v ledním hokeji hraná od 31. srpna do 16. září 1991 v různých městech Severní Ameriky (Toronto, Hamilton, Montréal, Ottawa, Quebec, Saskatoon, Chicago, Detroit, Pittsburgh). Šlo o pátý a poslední ročník Kanadského poháru, pro příští ročník se změnil název na Světový pohár.

## Základní část
| 31. srpna 1991 | Kanada | 2 – 2           | Finsko |  |
| Toronto        | Kanada | (1:0, 1:1, 0:1) | Finsko |  |

| Souhrn zápasu | Souhrn zápasu                    | Souhrn zápasu | Souhrn zápasu   | Souhrn zápasu |
| ------------- | -------------------------------- | ------------- | --------------- | ------------- |
|               | Luc Robitaille, Brendan Shanahan |               | Janne Ojanen 2x |               |

| 31. srpna 1991 | USA | 6 – 3           | Švédsko |  |
| Pittsburgh     | USA | (3:0, 2:0, 1:3) | Švédsko |  |

| Souhrn zápasu | Souhrn zápasu                                                                         | Souhrn zápasu | Souhrn zápasu                                    | Souhrn zápasu |
| ------------- | ------------------------------------------------------------------------------------- | ------------- | ------------------------------------------------ | ------------- |
|               | Jeremy Roenick, Jeremy Roenick, Tony Granato, Brett Hull, Chris Chelios, Craig Janney |               | Mats Näslund, Kjell Samuelsson, Charles Berglund |               |

| 31. srpna 1991 | ČSFR | 5 – 2           | Sovětský svaz |  |
| Saskatoon      | ČSFR | (3:0, 1:0, 1:2) | Sovětský svaz |  |

| Souhrn zápasu | Souhrn zápasu                                                                     | Souhrn zápasu | Souhrn zápasu                  | Souhrn zápasu |
| ------------- | --------------------------------------------------------------------------------- | ------------- | ------------------------------ | ------------- |
|               | Richard Žemlička, Ľubomír Kolník, Tomáš Jelínek, Žigmund Pálffy, Richard Žemlička |               | Sergej Fjodorov, Alexej Žamnov |               |

| 2. září 1991 | Kanada | 6 – 3           | USA |  |
| Hamilton     | Kanada | (3:0, 2:2, 1:1) | USA |  |

| Souhrn zápasu | Souhrn zápasu                                                                              | Souhrn zápasu | Souhrn zápasu               | Souhrn zápasu |
| ------------- | ------------------------------------------------------------------------------------------ | ------------- | --------------------------- | ------------- |
|               | Eric Lindros, Steve Larmer, Dale Hawerchuk, Scott Stevens, Brendan Shanahan, Wayne Gretzky |               | Craig Janney 2x, Brett Hull |               |

| 2. září 1991 | Švédsko | 3 – 2           | Sovětský svaz |  |
| Montréal     | Švédsko | (1:0, 1:0, 1:2) | Sovětský svaz |  |

| Souhrn zápasu | Souhrn zápasu                                  | Souhrn zápasu | Souhrn zápasu                 | Souhrn zápasu |
| ------------- | ---------------------------------------------- | ------------- | ----------------------------- | ------------- |
|               | Mats Sundin, Thomas Rundqvist, Tomas Sandström |               | Alexej Žamnov, Alexandr Semak |               |

| 2. září 1991 | Finsko | 1 – 0           | ČSFR |  |
| Saskatoon    | Finsko | (0:0, 0:0, 1:0) | ČSFR |  |

| Souhrn zápasu | Souhrn zápasu | Souhrn zápasu | Souhrn zápasu | Souhrn zápasu |
| ------------- | ------------- | ------------- | ------------- | ------------- |
|               | Teemu Selänne |               |               |               |

| 5. září 1991 | Švédsko | 1 – 4           | Kanada |  |
| Toronto      | Švédsko | (0:3, 0:0, 1:1) | Kanada |  |

| Souhrn zápasu | Souhrn zápasu                        | Souhrn zápasu | Souhrn zápasu                                        | Souhrn zápasu |
| ------------- | ------------------------------------ | ------------- | ---------------------------------------------------- | ------------- |
|               | Tomas Forslund, Mikael Andersson ??? |               | Steve Larmer, Paul Coffey, Dirk Graham, Eric Lindros |               |

| 5. září 1991 | USA | 4 – 2           | ČSFR |  |
| Detroit      | USA | (2:1, 1:0, 1:1) | ČSFR |  |

| Souhrn zápasu | Souhrn zápasu                                          | Souhrn zápasu | Souhrn zápasu               | Souhrn zápasu |
| ------------- | ------------------------------------------------------ | ------------- | --------------------------- | ------------- |
|               | Pat LaFontaine, Jeremy Roenick, Joel Otto, Mike Modano |               | Tomáš Jelínek, Jaromír Jágr |               |

| 5. září 1991 | Sovětský svaz | 6 – 1           | Finsko |  |
| Hamilton     | Sovětský svaz | (3:0, 2:1, 1:0) | Finsko |  |

| Souhrn zápasu | Souhrn zápasu                                                                              | Souhrn zápasu | Souhrn zápasu | Souhrn zápasu |
| ------------- | ------------------------------------------------------------------------------------------ | ------------- | ------------- | ------------- |
|               | Vjačeslav Bucajev 2, Sergej Fjodorov, Ravil Chajdarov, Vjačeslav Kozlov, Vitalij Prochorov |               | Jari Kurri    |               |

| 7. září 1991 | Kanada | 6 – 2           | ČSFR |  |
| Montréal     | Kanada | (4:1, 1:1, 1:0) | ČSFR |  |

| Souhrn zápasu | Souhrn zápasu                                                    | Souhrn zápasu | Souhrn zápasu               | Souhrn zápasu |
| ------------- | ---------------------------------------------------------------- | ------------- | --------------------------- | ------------- |
|               | Wayne Gretzky 2x, Al MacInnis 2x, Theoren Fleury, Dale Hawerchuk |               | Kamil Kašťák, Josef Beránek |               |

| 7. září 1991 | USA | 2 – 1           | Sovětský svaz |  |
| Chicago      | USA | (1:0, 1:0, 0:1) | Sovětský svaz |  |

| Souhrn zápasu | Souhrn zápasu               | Souhrn zápasu | Souhrn zápasu | Souhrn zápasu |
| ------------- | --------------------------- | ------------- | ------------- | ------------- |
|               | Mike Modano, Pat LaFontaine |               | Alexej Žamnov |               |

| 7. září 1991 | Švédsko | 1 – 3           | Finsko |  |
| Toronto      | Švédsko | (0:2, 0:1, 1:0) | Finsko |  |

| Souhrn zápasu | Souhrn zápasu    | Souhrn zápasu | Souhrn zápasu                                 | Souhrn zápasu |
| ------------- | ---------------- | ------------- | --------------------------------------------- | ------------- |
|               | Nicklas Lidström |               | Petri Skriko, Janne Laukkanen, Teppo Numminen |               |

| 9. září 1991 | Kanada | 3 – 3           | Sovětský svaz |  |
| Québec       | Kanada | (1:1, 0:1, 2:1) | Sovětský svaz |  |

| Souhrn zápasu | Souhrn zápasu                            | Souhrn zápasu | Souhrn zápasu                                     | Souhrn zápasu |
| ------------- | ---------------------------------------- | ------------- | ------------------------------------------------- | ------------- |
|               | Eric Lindros, Steve Larmer, Brent Sutter |               | Ravil Chajdarov, Andrej Kovalenko, Alexandr Semak |               |

| 9. září 1991 | USA | 4 – 3           | Finsko |  |
| Chicago      | USA | (3:1, 0:1, 1:1) | Finsko |  |

| Souhrn zápasu | Souhrn zápasu                              | Souhrn zápasu | Souhrn zápasu                 | Souhrn zápasu |
| ------------- | ------------------------------------------ | ------------- | ----------------------------- | ------------- |
|               | Joel Otto 2x, Craig Janney, Pat LaFontaine |               | Esa Tikkanen 2x, Petri Skriko |               |

| 9. září 1991 | Švédsko | 5 – 2           | ČSFR |  |
| Toronto      | Švédsko | (1:0, 2:2, 2:0) | ČSFR |  |

| Souhrn zápasu | Souhrn zápasu                                                          | Souhrn zápasu | Souhrn zápasu             | Souhrn zápasu |
| ------------- | ---------------------------------------------------------------------- | ------------- | ------------------------- | ------------- |
|               | Thomas Rundqvist, Calle Johansson, Mats Sundin, Ulf Dahlén, Ulf Dahlén |               | Robert Reichel, Leo Gudas |               |

## Tabulka základní části
| Pořadí | Stát    | Počet zápasů | Výhry | Remízy | Prohry | Skore   | Body |
| ------ | ------- | ------------ | ----- | ------ | ------ | ------- | ---- |
| 1      | Kanada  | 5            | 3     | 2      | 0      | 21 : 11 | 8    |
| 2      | USA     | 5            | 4     | 0      | 1      | 19 : 15 | 8    |
| 3      | Finsko  | 5            | 2     | 1      | 1      | 10 : 13 | 5    |
| 4      | Švédsko | 5            | 2     | 0      | 3      | 13 : 17 | 4    |
| 5      | SSSR    | 5            | 1     | 1      | 3      | 14 : 14 | 3    |
| 6      | ČSFR    | 5            | 1     | 0      | 4      | 11 : 18 | 2    |

## Semifinále
| 11. září 1991 | USA | 7 – 3           | Finsko |  |
| Hamilton      | USA | (2:0, 1:1, 4:2) | Finsko |  |

| Souhrn zápasu | Souhrn zápasu                                                                    | Souhrn zápasu | Souhrn zápasu                              | Souhrn zápasu |
| ------------- | -------------------------------------------------------------------------------- | ------------- | ------------------------------------------ | ------------- |
|               | Joe Mullen 2x, Dave Christian, Brien Leetch, Kevin Miller, Joel Otto, Doug Brown |               | Petri Skriko, Jari Kurri, Christian Ruuttu |               |

| 12. září 1991 | Kanada | 4 – 0           | Švédsko |  |
| Toronto       | Kanada | (0:0, 2:0, 2:0) | Švédsko |  |

| Souhrn zápasu | Souhrn zápasu                                         | Souhrn zápasu | Souhrn zápasu | Souhrn zápasu |
| ------------- | ----------------------------------------------------- | ------------- | ------------- | ------------- |
|               | Wayne Gretzky, Rick Toccet, Brent Sutter, Dirk Graham |               |               |               |

## Finále
| 14. září 1991 | Kanada | 4 – 1           | USA |  |
| Montréal      | Kanada | (1:0, 1:1, 2:0) | USA |  |

| Souhrn zápasu | Souhrn zápasu                                             | Souhrn zápasu | Souhrn zápasu | Souhrn zápasu |
| ------------- | --------------------------------------------------------- | ------------- | ------------- | ------------- |
|               | Éric Desjardins, Steve Larmer, Mark Messier, Brent Sutter |               | Gary Suter    |               |

| 16. září 1991 | Kanada | 4 – 2           | USA |  |
| Hamilton      | Kanada | (2:0, 0:2, 2:0) | USA |  |

| Souhrn zápasu | Souhrn zápasu                              | Souhrn zápasu | Souhrn zápasu                | Souhrn zápasu |
| ------------- | ------------------------------------------ | ------------- | ---------------------------- | ------------- |
|               | Steve Larmer 2x, Mark Messier, Dirk Graham |               | Jeremy Roenick, Kevin Miller |               |

## Soupisky účastníků
- Kanada  [1]

Brankáři: Ed Belfour, Sean Burke, Bill Ranford

Obránci:Paul Coffey, Éric Desjardins, Al MacInnis, Larry Murphy, Steve Smith, Scott Stevens, Mark Tinordi,

Útočníci:Shayne Corson, Russ Courtnall, Theoren Fleury, Dirk Graham, Wayne Gretzky, Dale Hawerchuk, Steve Larmer, Eric Lindros, Mark Messier, Luc Robitaille, Brendan Shanahan, Brent Sutter, Rick Tocchet

Trenéři: Mike Keenan, Pat Burns, Brian Sutter, Tom Webster, Tom Watt
- USA  [2]

Brankáři: Pat Jablonski, Mike Richter, John Vanbiesbrouck

Obránci: Chris Chelios, Kevin Hatcher, Jim Johnson, Brian Leetch, Gary Suter, Eric Weinrich, Craig Wolanin 

Útočníci:Doug Brown, Dave Christian, Tony Granato, Brett Hull, Craig Janney, Pat LaFontaine, Kevin Miller, Mike Modano, Joe Mullen, Ed Olczyk, Joel Otto, Jeremy Roenick, Randy Wood

Trenéři: Bob Johnson, Tim Taylor, Mike Eaves, Jay Leach, Joe Bertagna.
- Finsko [3]

Brankáři: Markus Ketterer, Jukka Tammi

Obránci:Kari Eloranta, Pasi Huura, Timo Jutila, Janne Laukkanen, Jyrki Lumme, Teppo Numminen,Arto Ruotanen,Ville Siren

Útočníci: Janne Öjanen, Timo Peltomaa, Christian Ruuttu, Teemu Selänne, Petri Skriko, Raimo Summanen, Esa Tikkanen, Pekka Tirkkonen,Hannu Järvenpää, Iiro Järvi,Jarmo Kekalainen, Jari Kurri

Trenéři: Pentti Matikainen, Sakari Pietila
- Švédsko [4]

Brankáři: Fredrik Andersson, Rolf Ridderwall, Tommy Söderström

Obránci: Tommy Albelin, Charlies Berglund, Calle Johansson, Nicklas Lidström, Börje Salming, Kjell Samuelsson, Ulf Samuelsson

Útočníci: Mikael Andersson, Niklas Andersson, Peter Andersson, Jonas Bergkvist, Ulf Dahlén, Lars Edström, Tomas Forslund, Johan Garpenlöv, Mats Näslund, Thomas Rundqvist, Tomas Sandström, Thomas Steen, Mats Sundin

Trenéři: Conny Evensson, Curt Lundmark
- Sovětský svaz [5]

Brankáři: Alexej Marjin, Michail Štalenkov, Andrej Trefilov

Obránci: Vjačeslav Bucajev, Sergej Fjodorov, Dmitrij Filimonov, Alexandr Galčeňuk, Viktor Gorďuk, Alexej Gusarov, Alexej Kasatonov, Vladimir Malachov

Útočníci: Ravil Chajdarov, Igor Koroljov, Andrej Kovalenko, Vjačeslav Kozlov, Igor Kravčuk, Andrej Lomakin, Dmitrij Mironov, Vitalij Prochorov, Alexandr Semak, Michail Tatarinov, Alexej Žamnov, Alexej Žitnik

Trenéři: Viktor Tichonov, Igor Dmitrijev, Vladimir Jurzinov
- ČSFR [6]

Brankáři: Dominik Hašek • Milan Hnilička • Oldřich Svoboda

Obránci: Jerguš Bača • František Kučera • Jiří Šlégr • Richard Šmehlík • Leo Gudas • František Musil • Kamil Prachař

Útočníci: Josef Beránek • Jaromír Jágr • Tomáš Jelínek • Martin Ručinský • Richard Žemlička • Robert Reichel • Žigmund Pálffy • Petr Hrbek • Kamil Kašťák • Michal Pivoňka • Zdeno Cíger • Ľubomír Kolník • Robert Kron

Trenéři: Ivan Hlinka • Jaroslav Walter

## Kanadské bodování
| Pořadí | Hráč           | Z | G | A | B  | TM |
| ------ | -------------- | - | - | - | -- | -- |
| 1      | Wayne Gretzky  | 7 | 4 | 8 | 12 | 2  |
| 2      | Steve Larmer   | 8 | 6 | 5 | 11 | 4  |
| 3      | Brett Hull     | 8 | 2 | 7 | 9  | 0  |
| 4      | Mike Modano    | 8 | 2 | 7 | 9  | 2  |
| 5      | Mark Messier   | 8 | 2 | 6 | 8  | 10 |
| 6      | Paul Coffey    | 8 | 1 | 6 | 7  | 8  |
| 7      | Craig Janney   | 8 | 4 | 2 | 6  | 4  |
| 8      | Jeremy Roenick | 8 | 4 | 2 | 6  | 4  |
| 9      | Mats Sundin    | 6 | 2 | 4 | 6  | 16 |
| 10     | Al MacInnis    | 8 | 2 | 4 | 6  | 23 |

## All-star team
- Brankář: Bill Ranford – (Kanada)
- Obránci: Chris Chelios – (USA); Al MacInnis – (Kanada)
- Útočníci: Jeremy Roenick – (USA); Wayne Gretzky – (Kanada); Mats Sundin – (Švédsko)
- Nejlepší hráč: Bill Ranford – (Kanada)